# Odise Roshi
Odise Roshi, född 22 maj 1991 i Fier i Albanien, är en albansk fotbollsspelare (mittfältare) som spelar för den ryska klubben Akhmat Groznyj.